# 黄耀祥
黄耀祥（1916年8月17日—2004年2月22日），男，广东开平人，水稻育种专家，中国共产党党员，中国工程院院士。曾任广东省农业科学院副院长、研究员，第五、六届广东省人民代表大会常务委员会委员，第五届全国人民代表大会代表。他从事农业科学研究几十年，对稻作改进、农家品种收集整理、水稻新品种选育等成效显著，是水稻矮化育种的创始人，被誉为“中国半矮秆水稻之父”。

## 经历
1916年8月17日，黄耀祥出生于广东开平百合镇厚山乡金龙里一户贫困农家。黄耀祥的父亲黄名启为了谋生，远涉重洋，在加拿大以照相为业，隔数年才回家乡一趟。黄耀祥的母亲是一位不识字的农村妇女，除了父亲寄回的钱，全靠她耕种一亩多农田来养活五个子女。年少时，黄耀祥目睹了农民饥寒交迫的情景，又从父亲那里听到贫苦华侨在异国受人歧视，谋生艰难的事情，这些所见所闻使他萌生了“读书救国”的理想。靠着父亲微薄的收入与华侨叔父、堂兄的资助，黄耀祥在开平县读完了小学，并在1930年进入中山大学附属中学学习。
1935年黄耀祥考入中山大学，初时就读于物理系；约半年后，不顾劝阻，转入农学系农艺专业，主攻作物遗传育种学，师从丁颖。1939年7月，黄耀祥从因抗日战争而辗转至云南的中山大学毕业，经丁颖推荐到云南省第一农事试验场从事稻麦育种工作。1940年2月，黄耀祥调往广东省稻作改进所，先后任技士、技正。1946年5月，黄耀祥因厌倦人事斗争，辞去职务，回到广州改行教书谋生，同时自修英语作赴美深造的准备，后因故未能实现。1949年10月，广州解放的第二天，黄耀祥便向政府请求回到农业科研岗位，很快，黄耀祥便调往广东省农业试验场工作。
文化大革命期间，黄耀祥被打成“资产阶级学术权威”，被下放干校和农村三年。文革结束后，黄耀祥获平反，在1979年至1983年间，任广东省农业科学院副院长。1982年，妻子刘金羡为了支持黄耀祥的工作提前退休，一直跟随奔波于稻田间。1995年，黄耀祥当选为中国工程院农业学部院士。2004年2月22日，黄耀祥因病医治无效，于广州逝世，享年87岁。

## 家庭生活
黄耀祥的父亲黄名启是开平籍加拿大华侨，母亲是农村妇女；黄耀祥有4个兄弟姐妹；妻子刘金羡，是教师，曾是黄耀祥妹妹的同学；黄耀祥和妻子育有3子，长子黄冉兑。
黄耀祥生活中说话少，而思考多，除了水稻育种，没有什么兴趣爱好。妻子曾调侃黄耀祥不懂浪漫，如果不是黄耀祥的妹妹撮合，黄耀祥很可能娶不到她。黄耀祥对金钱并不看重，生活要求不高，醉心水稻育种，整日在田间忙碌，对家庭有所疏忽。

## 成就
黄耀祥致力于水稻育种研究，是中国水稻矮化育种的主要创始人，被誉为“中国半矮秆水稻之父”。在20世纪50年代，黄耀祥提出作物生态育种决策，启用矮生性主基因sd-1，在1959年育成了中国第一个杂交矮秆籼稻品种“广场矮”，开创了水稻矮化育种，促进了中国籼稻矮秆化；70年代发现和利用新的具有sd-g的矮性基因源，开创丛生快长高光效高产株型育种，达到了穗数和穗重在较高水平上的结合，使稻谷产量大增；80年代后又开创“半矮秆早长”和“半矮秆根深早长”株型模式构想，培育出特高产、超高产大穗型的水稻新品种，创造性地提出了加快育种进程的“组群筛选”育种方法，是中国超级稻育种事业的奠基人。
黄耀祥和和他领导的育种研究室先后育出“江南1224”、“广场13号”、“4105”等高杆籼稻良种，育成世界上第一个籼稻矮杆良种“广场矮”，比国际水稻研究所的“IR8号”早出七年。六十年代又育成“珍珠矮”、“江南矮”、“二九矮”、“广场矮”、“双行占”、“朝阳矮”等十几个各具特色的矮杆良种。1975年“桂阳矮”早熟高产。1976年育出早、中、晚兼用品种“桂朝二号”，在云南省作中稻栽培最高亩产超两千斤，创中国水稻一季亩产最高纪录。1979年又育出了一个崭新的丛生快长株型给合品种“双桂一号”，大批田亩产超千斤，由此确立了丛生快长株型育种方向，大大推进了中国籼稻矮杆育种的发展。